# Ševarice
Ševarice (en serbe cyrillique : Шеварице) est une localité de Serbie située sur le territoire de la ville de Šabac, district de Mačva. Au recensement de 2011, elle comptait 1 059 habitants.
Ševarice est officiellement classé parmi les villages de Serbie.

## Démographie

### Évolution historique de la population
| 1948  | 1953  | 1961  | 1971  | 1981  | 1991  | 2002  | 2011  |
| ----- | ----- | ----- | ----- | ----- | ----- | ----- | ----- |
| 1 648 | 1 668 | 1 640 | 1 582 | 1 458 | 1 295 | 1 308 | 1 059 |

|  |